# ماريو سيرجيو (سياسي)
ماريو سيرجيو هو سياسي كندي، ولد في 28 يوليو 1940 في إيطاليا. حزبياً، نشط في الحزب الليبرالي في أونتاريو ‏. وقد انتخب عضو برلمان مقاطعة أونتاريو.

## وصلات خارجية
- الموقع الرسمي